# Lista över orter på Samos
Lista över Samos orter i bokstavsordning.

## A
- Agia Kyriaki
- Agia Paraskevi
- Agia Zoni
- Agii Apostoli
- Agii Theodori
- Agios Dimitrios
- Agios ilias
- Agios isidoros
- Agios Konstantinos
- Agios Nikolaos
- Ampelos
- Avlakia

## C
- Chatzistamoulides
- Chora

## D
- Drakei
- Drosia

## E
- Emnionas

## F
- Foka

## G
- Gionides

## I
- Ireo

## K
- Kalami
- Kalipso
- Kalithea
- Kamara
- Kampos
- Kampos
- Karlovasi
- Karsinos
- Kastania
- Kedros
- Kilades
- Kioulafides
- Klima
- Kokkari
- Kontakeika
- Konteika
- Kosmadei
- Koumaradei
- Koumeika
- Koutsi
- Kyriakou
- Kyriannis

## L
- Lekka
- Limnionas
- Limnonaki
- Livadaki

## M
- Malagari
- Manolates
- Marathokampos
- Markides
- Mavratzei
- Megali Laka
- Mesogio
- Mesokampos
- Mourtera
- Mpalos
- Mparmpadimou
- Mykali
- Myli
- Myrtia
- Mytilinioí

## N
- Neochori
- Niagou
- Nikoloudes

## O
- Ormos
- Ormos Koumeikon
- Ormos Marathokampou

## P
- Pagontas
- Paleochori
- Paleokastro
- Palias
- Pandrosos
- Pefkos
- Perri
- Petalides
- Petra
- Plaka
- Platanaki
- Platanos
- Pnaka
- Posidonio
- Potami
- Potokaki
- Prousga
- Psili Ammos
- Psili Ammos
- Pyrgos
- Pythagoreion

## S
- Sakouleika
- Samiopoula (på grannön Samiopoula som hör till ön)
- Samos/Vathy
- Sevasteika
- Sideras
- Skoureika
- Sourides
- Spatharei
- Stavrinides
- Sykia

## T
- Tsarli
- Tsourlei

## V
- Valeontates
- Vathy/Samos (ihopväxta)
- Velanidia
- Votsalakia
- Vourliotes

## Y
- Ydroussa

## Z
- Zervou